# يوآف كوهين
يوآف كوهين (مواليد 30 أغسطس 1999) هو راكب قوارب شراعية إسرائيلي، شارك في أولمبياد 2020 وحصل على المركز الرابع.